# Acacia karroo
Acacia karroo é uma espécie de leguminosa do gênero Acacia, pertencente à família Fabaceae.